# Серія вибухів і підпалів у Росії (2024)
Серія вибухів і підпалів в Росії сталася в грудні 2024 року, охопивши кілька її суб'єктів; наймасовішим явищем це стало у двох містах федерального значення - у Москві та Санкт-Петербурзі. У період із 18 до 26 грудня в Російській Федерації було скоєно щонайменше 55 нападів із використанням піротехніки та горючих речовин. Об'єктами атак стали банківські відділення, зокрема, банкомати, а також машини біля відділень поліції. Значна частина підозрюваних - люди передпенсійного та пенсійного віків і студенти, тобто найуразливіші до психологічного тиску і навіювання групи громадян. Практично всі нападники повідомили, що діяли за вказівкою третіх осіб. За попередніми даними, вони стали жертвами телефонних шахраїв.

## Перебіг подій
Перші повідомлення про вибухи надійшли, 19 грудня 2024 року: на Клязьмінській вулиці в Москві жінка підпалила банкомат. Того ж дня 19-річний студент підірвав установку із салютами в банківському відділенні в підмосковному Желєзнодорожному.
20 грудня феєрверк вибухнув у торговому центрі в Пскові. Того ж дня чоловік підірвав вибуховий пристрій у відділенні банку в Москві в Південному Тушино. У цьому ж місті того ж дня, на вулиці Яна Райніса, у банку прогримів ще один феєрверк. 20 грудня в Північній столиці 16-річна дівчина підпалила автомобіль поліції; заведено справу про теракт, громадянку взяли під домашній арешт. В Одинцові двоє чоловіків скоїли підпал поліцейського відділення, пожежу вдалося швидко загасити.
Наступного дня, 21 грудня, у Санкт-Петербурзі 68-річна жінка облила банкомат горючою рідиною після розмови з телефонними шахраями; порушено кримінальну справу про терористичний акт. Цього ж дня дві жінки пенсійного віку підпалили поліцейський автомобіль на вулиці Єсеніна; також повідомлялося про підбурювання невідомих кураторів телефоном. В одних тільки Москві та Московській області за 21 грудня було скоєно близько 10 підпалів і вибухів піротехніки; у МВС повідомили про телефонних шахраїв, які примусили підозрюваних до таких дій.
22 грудня чоловік підпалив відділення пошти у Твері; він приклеїв телефон до своєї голови, щоб вести відеозапис. Тоді ж у підмосковному Корольові у відділенні МФЦ 63-річний чоловік запустив салют; він теж діяв під тиском телефонних шахраїв. У Красноярську 19-річна студентка облила запальною сумішшю банкомат, обпаливши свої руки; її госпіталізували з опіками 2-го ступеня.
23 грудня в Норильську невідома підпалила банкомат, знявши процес на камеру мобільного телефону, підозрюваною виявилася дівчина 2001 року народження. Ввечорі цього ж дня в Пермі майже одночасно сталися два підпали банкоматів у різних районах; їх скоїли 18-річний юнак і 50-річна жінка. У Санкт-Петербурзі 70-річний пенсіонер Олександр Нікіфоров вилив на банкомати горючу рідину, його затримали за кримінальними справами про терористичний акт і приготування до злочину.
24 грудня жінка підпалила салют у відділенні банку в Невинномиську. Увечері напередодні григоріанського Різдва в центрі Москви 65-річний чоловік жбурнув коктейль Молотова поруч із будівлею ОВС «Арбат», його негайно затримали; за непідтвердженими даними, він став черговою жертвою шахраїв. 76-річна мешканка Серпухова запустила феєрверк у торговельному центрі на Борисовському шосе; 300 осіб було евакуйовано.
У Підмосков'ї в ніч на 25 грудня 74-річна пенсіонерка облила бензином і підпалила автомобіль дільничного. Їй асистувала інша жінка пенсійного віку, причому вони не знали одна одну: зловмисники координували їх паралельно. Повідомляють, що літня жінка, яка вчинила підпал, сподівалася повернути свої заощадження.
25 грудня в Санкт-Петербурзі на проспекті Більшовиків 2, 17-річний юнак кинув коктейль Молотова у вітринне вікно відділення поштового зв'язку.  У результаті виявилося розбитим перше скло подвійного скління, а також сталося оплавлення металевого відступу вікна. Постраждалих немає. Підозрюваного затримали 28 грудня на вулиці Сєдова.

## Реакція
Губернатор Санкт-Петербурга Олександр Бєглов заявив про посилені заходи безпеки на тлі «марних спроб зіпсувати свято». Він запевнив, що ситуацію взято під контроль, і попередив про небезпеку вступу в контакт із невідомими.
У прес-службі Сбербанку повідомили про схему зловмисників: телефонні шахраї обіцяють повернути вкрадені кошти, якщо жертви виконають «певні протиправні дії», наприклад, здійснять напад на офіс банку. «Зловмисники фактично зомбують людей», заявив заступник голови правління Сбербанку Станіслав Кузнєцов.
Численні російські ЗМІ випустили репортажі, присвячені хвилі підпалів і вибухів піротехніки.  У деяких із них так чи інакше було зазначено про зв'язок шахраїв з Україною.